# Actenoides bougainvillei
El alción bigotudo (Actenoides bougainvillei) es una especie de ave coraciforme de la familia Halcyonidae endémica del archipiélago de las islas Salomón.
Con la aparente intención de fotografiarlo, el científico Christopher Filardi recorrió el mundo durante décadas y, por fin, pudo dar con el objetivo.
El hallazgo se produjo en las Islas Salomón. Un documento de 1920 y dos hembras cazadas en 1950 eran las únicas referencias del animal. Claro que la mayor sorpresa llegó al conocer que Filardi mató al ave exótica para "incluirla en su colección".
Las críticas no se hicieron esperar. "Por supuesto que significa coleccionar significa matar, es una burda manera de esterilizar la muerte totalmente inncesaria de un ser vivo. ¿Hasta cuándo va a seguir esta práctica?", cuestionó Marc Bekooff, profesor emérito de ecología de la Universidad de Colorado.
Filardi salió a justificar su acción y argumentó que son "prácticas de campo estándar para los biólogos". Según recoge el diario español El País, negó que estén en peligro de extinción y afirmó que "matar a un bigotudo ayudará a salvarlos a todos".

## Distribución geográfica
Se encuentra en las selvas y manglares de las dos mayores islas del archipiélago de las Salomón, en la isla norteña de Bougainville, que pertenece a Papúa Nueva Guinea (subespecie A. b. bougainvillei), y en Guadalcanal en el sur de las islas Salomón (subespecie A. b. excelsus), considerado una especie plena por la UICN.